# Étienne Loche
Étienne Loche, né en 1786 à Nîmes et mort le 8 juillet 1849 à Clamart, est un peintre et lithographe français.

## Biographie
Étienne Loche est le fils d'André Loche et Claudine d'Harmet.
En 1800, 1801 et 1802, élève à l'école centrale du Gard, il reçoit en 1800 un second accessit du cours de dessin, Dessin d'après l'exemple  puis en 1801 le premier prix du cours d'histoire naturelle et le second prix du cours de dessin, Dessin d'après l'exemple, le premier prix étant décerné à Xavier Sigalon; en 1802, toujours pour le cours de dessin il sera le premier cette année-là devant Sigalon.
En 1813, il épouse Marie Louise Pauline Alliaume.
D'où au moins une fille Louise Julie Stéphanie Loche décédée le 9 octobre 1900 âgée de 90 ans.
Élève de Gros et de David, il expose au Salon de 1817 à 1837.
Peintre et lithographe, il donne également des leçons particulières de dessins.
Il meurt à Clamart, à l'âge de 63 ans.
À Paris, on lui connait plusieurs  adresses successives :
- En 1817 au 8, rue de La Tour-d'Auvergne[9].
- En 1832, 1833, 1835, 1836 et 1837 au 45, rue de Provence[10] ;
- À une date inconnue dans la  rue de Buci[11]

## Œuvres exposées aux Salons parisiens
- Scène pastorale, au Salon de 1817, dessin
- Phèdre mourante avoue son crime à Thésée, au Salon de 1817, tableau d'après un dessin de  Girodet pour une édition des Œuvres de Racine en 1801[12],
- Télémaque raconte ses aventures à Calypso, au Salon de 1833
- Charles VI et Valentine de Milan, au Salon de 1835[13]
- Enée et Didon surpris par l'orage, au Salon de 1833
- Portraits dessinés, au Salon de 1835
- Mort de Descartes, au Salon de 1837